# صلاح‌الدین ربانی
صلاح‌الدین ربانی (زادهٔ: ۲۰ ثور (اردیبهشت) ۱۳۵۰ خورشیدی در کابل) سیاستمدار اهل افغانستان است. وی در کابینه وحدت ملی، سمت وزیر امور خارجه افغانستان را بر عهده داشت. وی فرزند برهان‌الدین ربانی، رئیس‌جمهور سابق افغانستان است. صلاح‌الدین پس از ترور پدرش به سمت ریاست شورای عالی صلح افغانستان رسید. وی رهبری حزب جمعیت اسلامی افغانستان را نیز بر عهده دارد.

## زندگی
وی متولد ۲۰ ثور (اردیبهشت) ۱۳۵۰ خورشیدی در شهر کابل می باشد. او مکتب (مدرسه) را در پاکستان خوانده و گواهینامه لیسانس (کارشناسی) خود را در رشته مدیریت و بازاریابی از دانشگاه ملک فهد عربستان سعودی گرفته‌است. صلاح‌الدین ربانی تا سال ۱۳۷۸ در عربستان سعودی و امارات متحده عربی در شرکتهای خصوصی کار کرده، اما پس از آن تحصیلاتش را در رشته مدیریت بازرگانی در دانشگاه کینگستون انگلستان تا درجه کارشناسی ارشد ادامه داده‌است.  فرزندان او یغما، عذرا، لی لا، نیما، مروا نام دارند.

## پس از ترور برهان الدین ربانی
- صلاح الدین ربانی پس از ترور پدرش در تاریخ ۲۶ حمل ۱۳۹۱ به عنوان جانشین او در شورای عالی صلح انتخاب شد.[۲]
- در تاریخ ۱۰ جدی ۱۳۹۲ به عنوان رئیس حزب جمعیت اسلامی افغانستان تعین شد.[۳]
- در دولت وحدت ملی به ریاست جمهوری اشرف غنی، سمت وزارت خارجه افغانستان را بر عهده داشت.[۱]

## نگارخانه

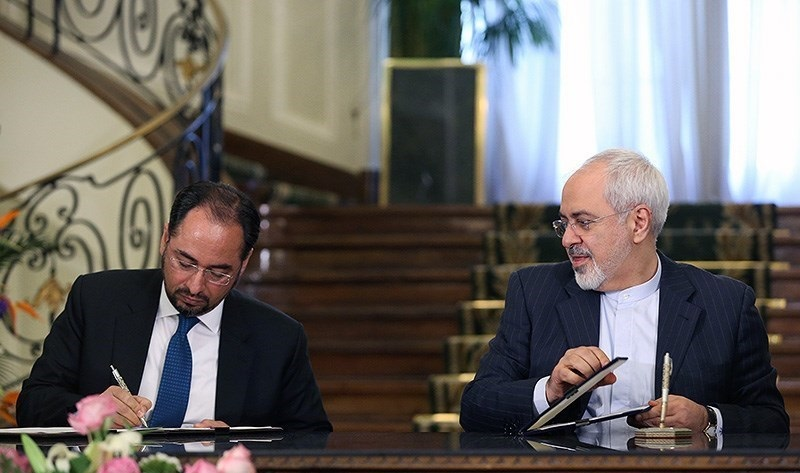
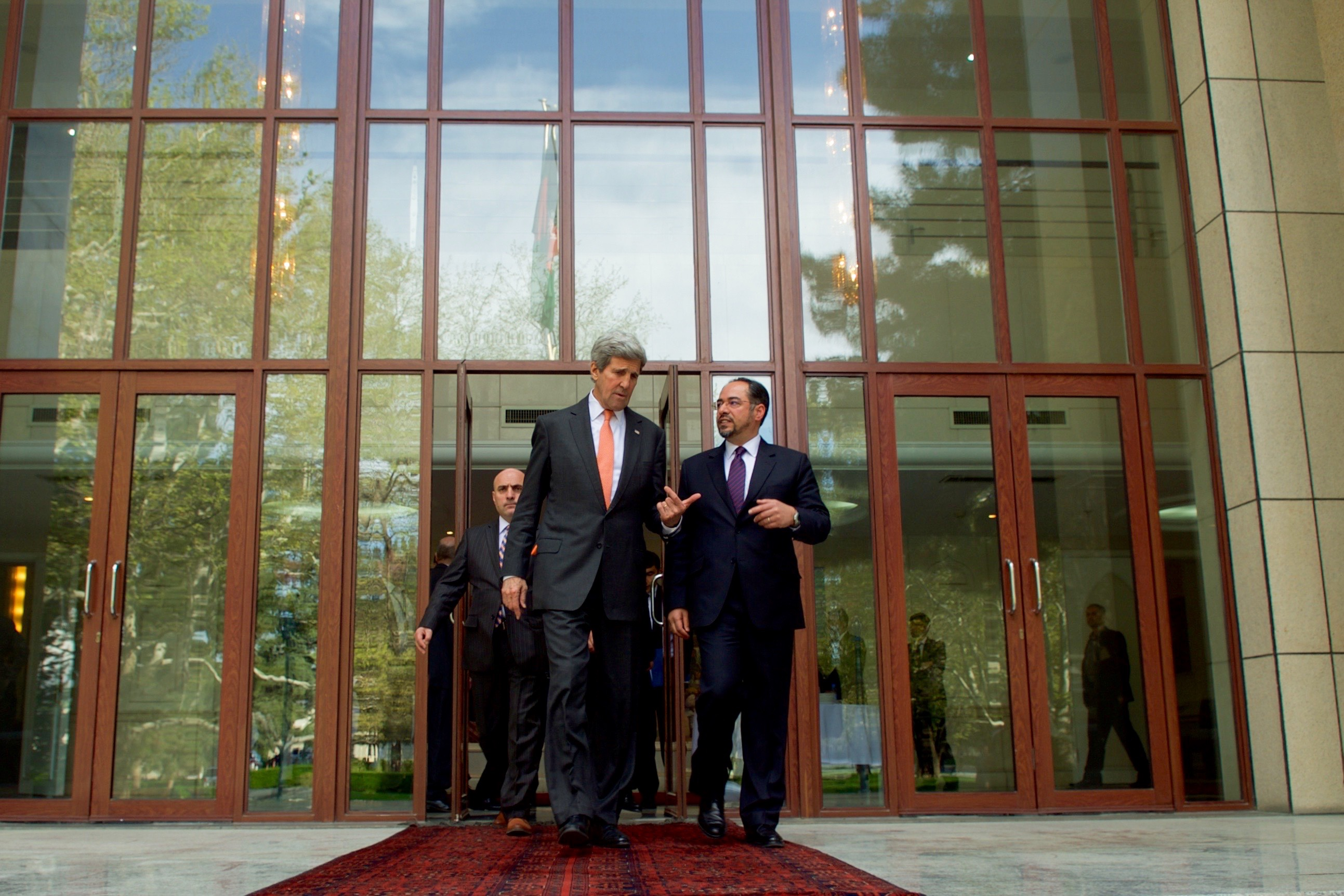
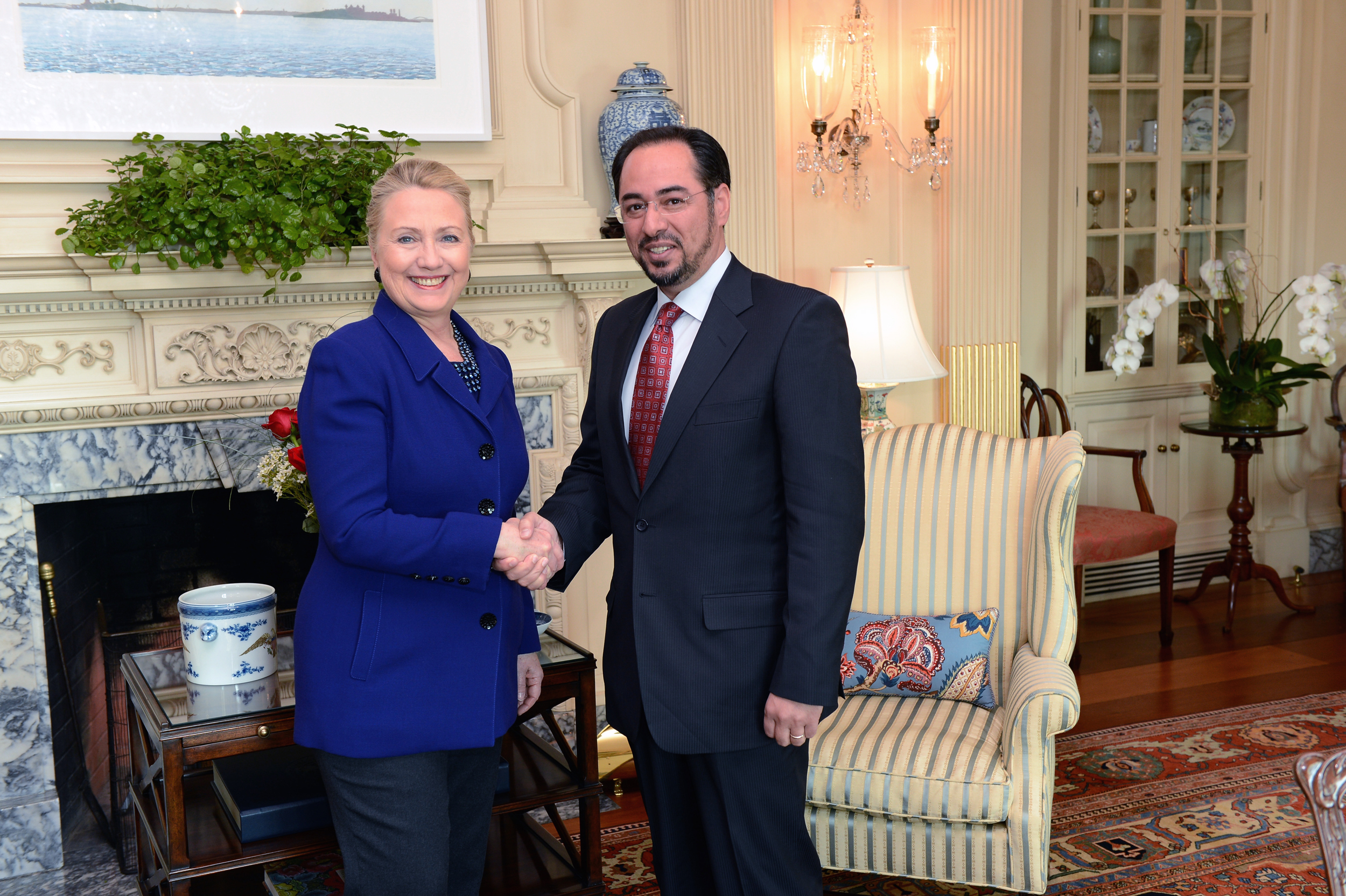
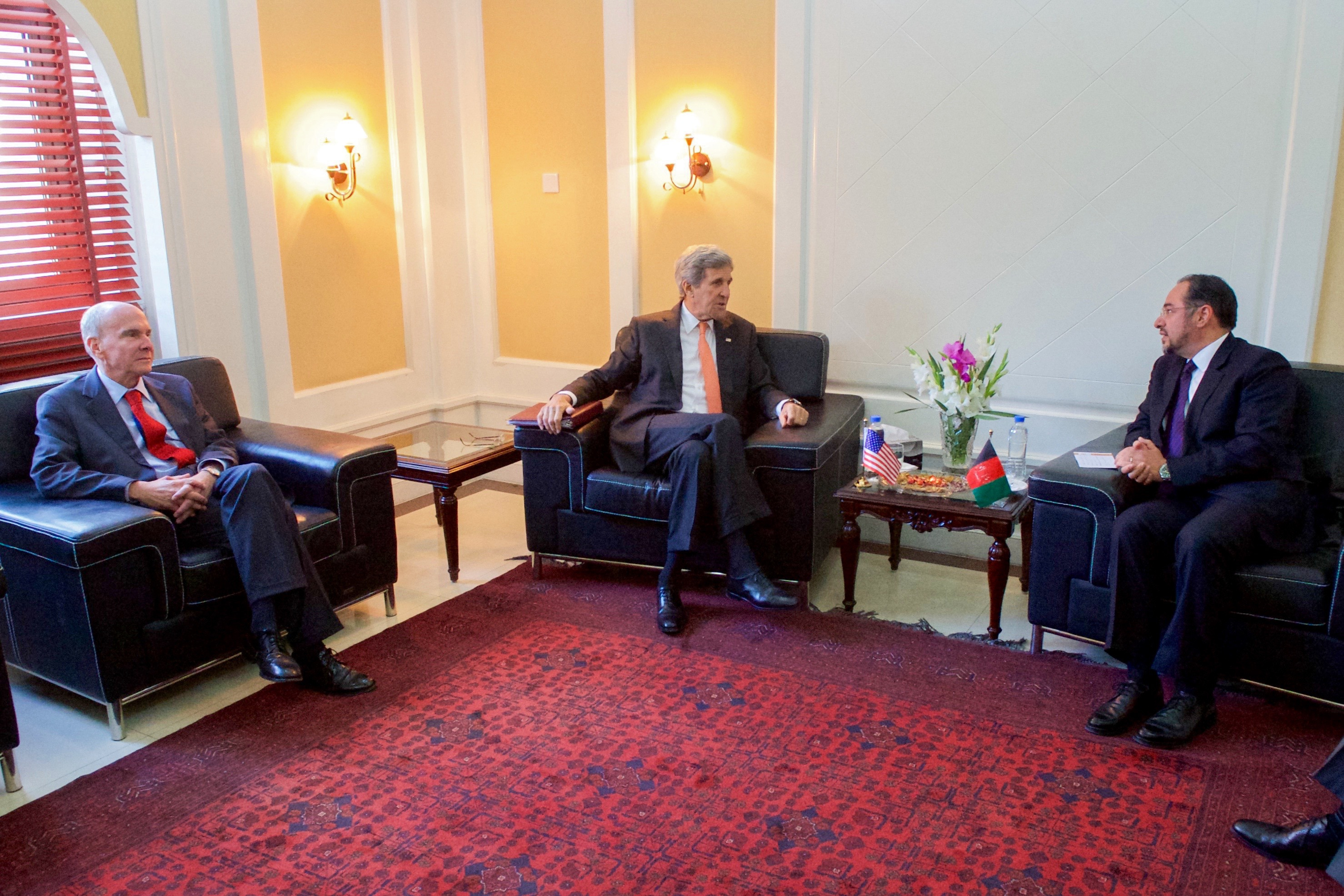
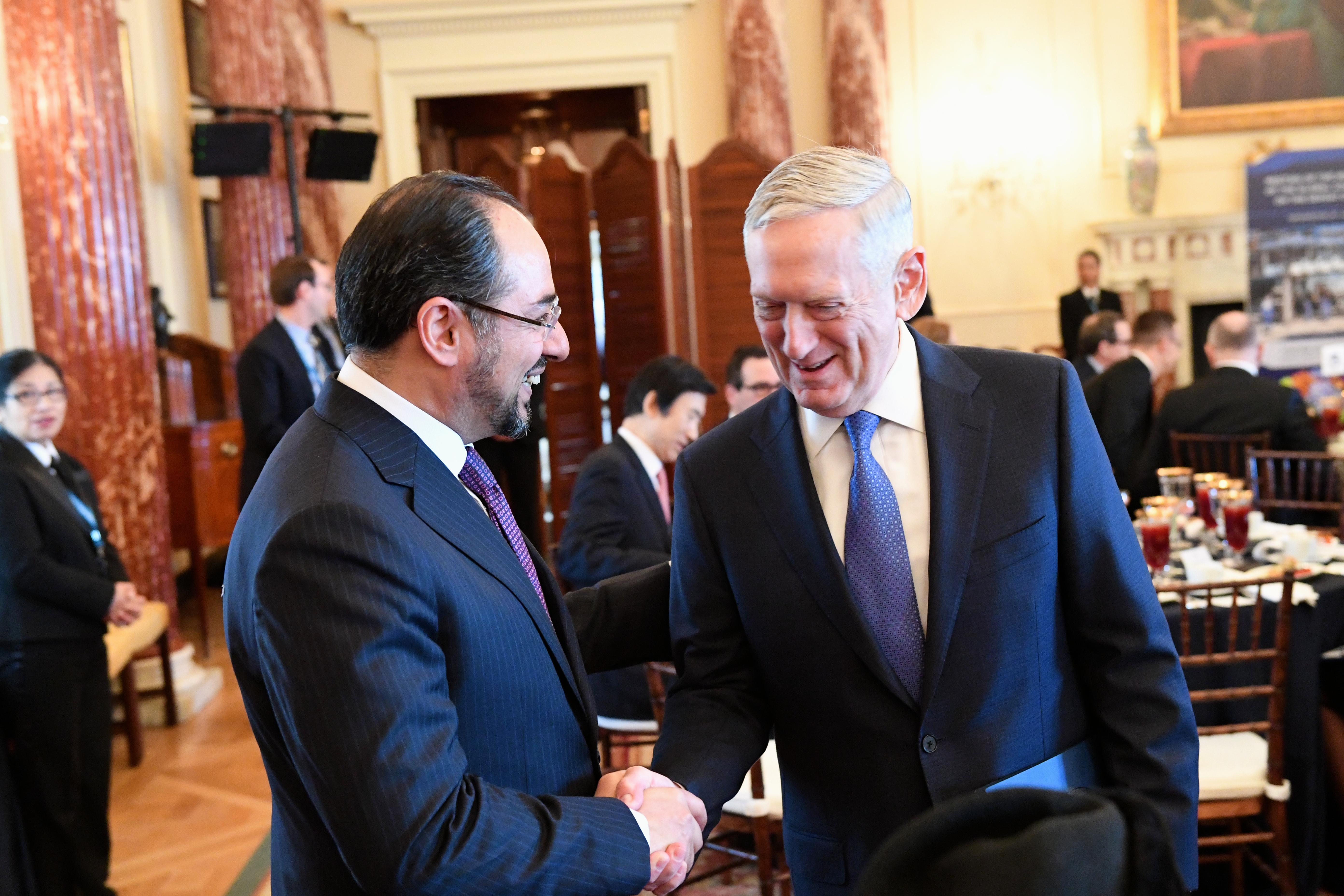
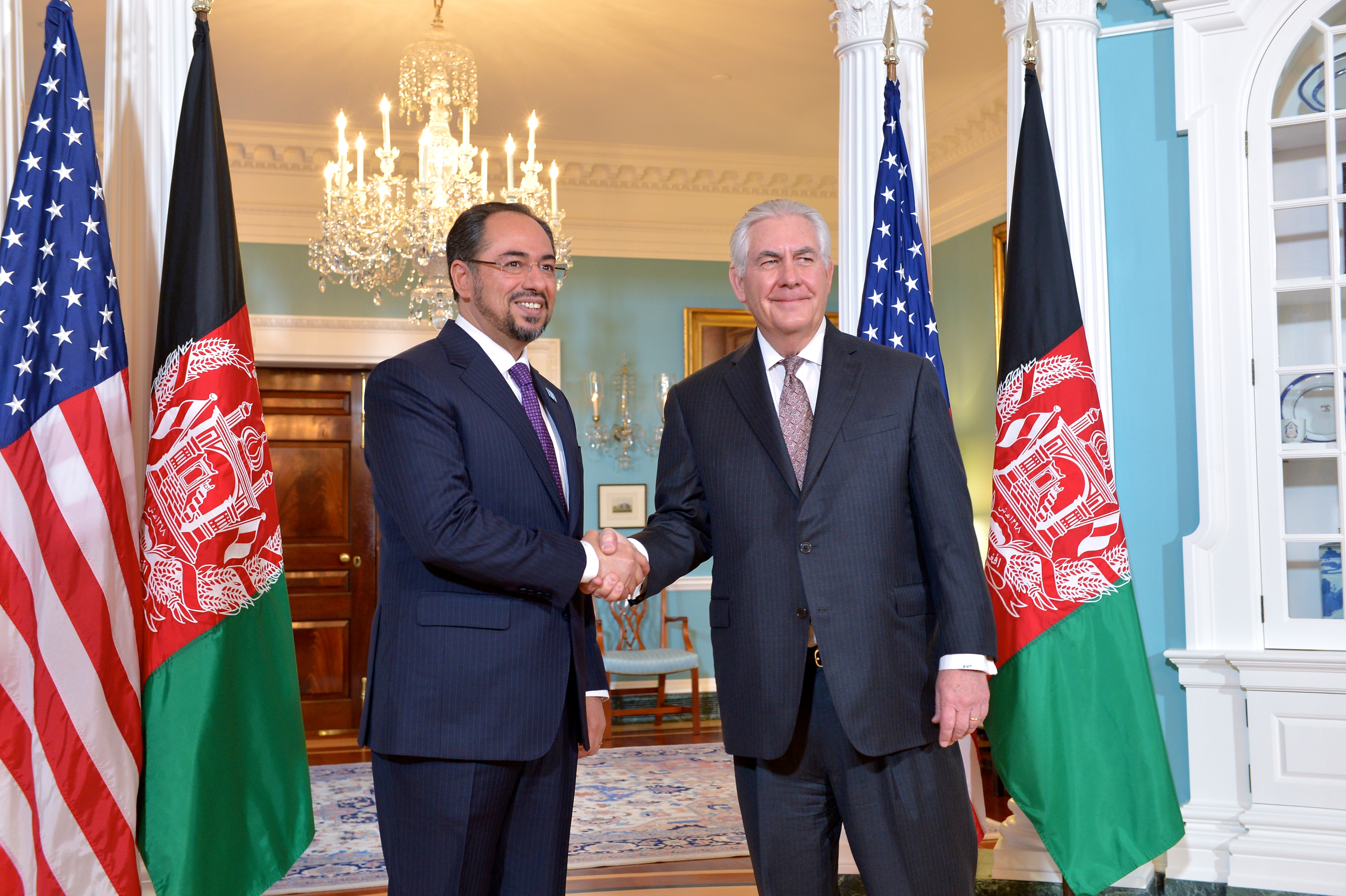
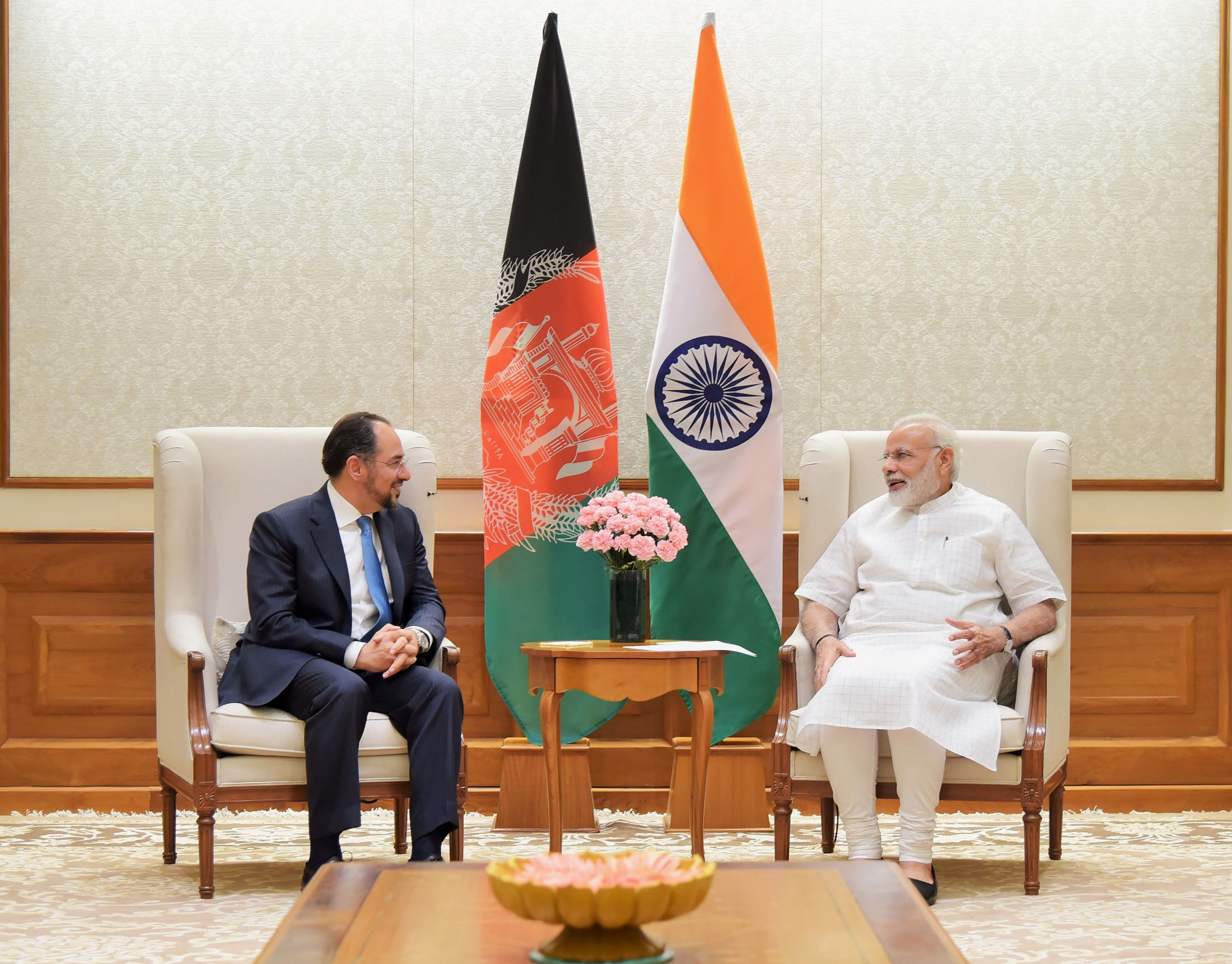